# Világjáró Öv

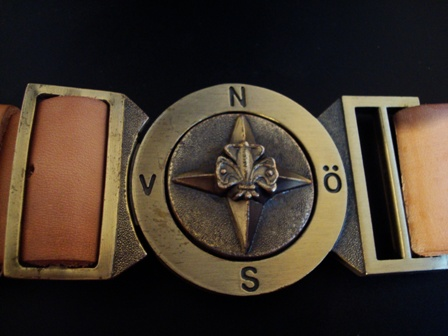
Svéd Világjáró Öv

A Világjáró Öv (angolul Explorer Belt) a vándor korosztályú cserkészek elismerése. A rendszer célja a tapasztalatszerzés és a világlátás.
A Világjáró Öv elnyerésének minden cserkészszövetségben más-más feltétele van. A közös bennük az utazás, a felfedezés, egy másik ország és nép megismerése.

## Magyarországon
A Magyar Cserkészszövetségben a Világjáró Övet csak az a cserkész kaphatja meg, aki a vándor próbarendszer mind a négy szintjét teljesítette már (tehát dióval rendelkezik).
Az öv megszerzéséhez négy lépcsőn át vezet az út:
- Első lépcső: Magyarország egy tájegységét kell megismerni
- Második lépcső: egy szomszédos ország magyar lakta területét kell megismerni
- Harmadik lépcső: egy szomszédos ország nem magyarlakta területének megismerése
- Negyedik lépcső: egy nem szomszédos európai állam megismerése

Minden útra a felkészülés egy-egy cserkészéven át tart, majd nyáron kerül sor az út megtételére. A hazaérkezést követő négy hónapon belül egy értékelő jelentést kell írni, fél éven belül pedig egy előadást kell tartani az útról. Az egyes szinteken elsajátítandó ismeretanyag fokozatosan bővül, ugyanakkor sorrend felcserélhető.
Az első lépcsőben meg kell ismerni a helyi nemzetiségeket, a vallási sajátosságokat, a kultúrát, az infrastruktúrát és közéleti személyeket.

Ezen felül a második lépcsőben már a helyi magyarság közéleti személyiségeinek, a helyi magyar és az államalkotó nemzetiség értékeinek megismerése is cél. Kapcsolatot kell létesíteni helyi magyarokkal és az államnyelv 100 alapvető szavának ismerete is követelmény.

A harmadik és negyedik lépcsőben az eddigiekhez hozzá jön a helyi politika és média tanulmányozása. Meg kell ismerni az adott ország viszonyát hazánkhoz és Európához. Be kell mutatni az adott ország irodalmát egy helyi írón keresztül. Kapcsolatot kell létesíteni helyi cserkészekkel és ismerni kell az ország cserkészetét. Ismerni kell az adott ország környezetvédelmét és természeti szépségeit is.

## Más országokban

### Egyesült Királyság
A Világjáró Öv megszerzésére a The Scout Association (Brit Cserkészszövetség) 16 évnél idősebb Explorer Scout (Magyarországon kósza), a 18 és 24 év közötti Scout Network (Magyarországon kb. vándor korosztály) és a Girlguiding UK (Leánycserkészek, Egyesült Királyság) 16 évnél idősebb tagjai számára van lehetőség.
Csoportot kell alakítani aminek négy vagy több tagból kell állnia. Az idősebb lánycserkészek párban is tevékenykedhetnek.
Az öv megszerzésének feltételei:
- Tíz nap eltöltése egy külföldi országban
- Saját maguk választotta egy nagyobb feladat elvégzése
- Tíz további kisebb feladat teljesítése (egy része saját választás, egy részét pedig az öv odaítélését elbíráló vezetők választják ki)

A csoportnak minden feladatot teljesítenie kell és meg kell szerveznie a vándorlást. Az elvégzett munkáról pedig jelentést kell írni és egy előadást kell tartani.
A próba alatt 100 mérföldnél (~160 km) hosszabb utat kell megtenniük. Ezt nem kötelező gyalogosan, lehet bármilyen közlekedési eszközt használni (kenu, kerékpár, tömegközlekedés). Jellemző a faluról falura való vándorlás. Amióta a cél az adott ország megismerése, azóta csak napi néhány órányi utazás szükséges.

### Finnország
Az öv megszerzése párokban dolgozó idősebb korosztály számára lehetséges. A párnak 10 nap alatt több, mint 200 km hosszú utat kell megtennie és ez alatt 10-18 feladatot kell elvégeznie.
Az útról naplót kell vezetni és egy előadást kell tartani az elvégzett munkákról és a tapasztalataikról.

### Írország
A Scouting Ireland (Ír Cserkészszövetség) egyik leginkább áhított elismerése a Világjáró Öv.  A Ventur Scout (15 és 17 év közötti) korosztály számára érhető el akik párokat alkotva egy ismeretlen területen tesznek ki és 10 napjuk van arra, hogy a 200 km-re levő táborba visszajussanak gyalogosan. Lehetőség van további 100 km megtételére is, amit a helyi tömegközlekedési eszközökön kell megtenni.
El kell végezniük minimum 12 feladatot amit a kiadott napló tartalmaz. Ebben tanácsok is vannak a korlátozott pénzösszeg felhasználásáról. A feladatok azt a célt szolgálják, hogy a résztvevők jobban megismerjék az adott ország történelmét, kultúráját és helyi gyakorlati ismereteket.
A résztvevők minden felszerelésüket saját maguknak kell hátizsákokban vinnie, az ételt pedig az alacsony büdzséből kell megvásárolnia a helyszínen.
A táborba való visszaérkezést egy hosszabb pihenő követi mindaddig, amíg a vezetők kiértékelik a naplókat. A tábor végén az arra érdemeseknek egy szertartás során adják át az övet.
A túra színhelye 2007-ben Lengyelország, 2008-ban Horvátország volt Bled végállomással. 2009-ben Dánián ésSvédországon át vezetett az út. Ez volt az első alkalom, hogy minden résztvevő kiérdemelte a Világjáról Övét.

### Németország
A Verband Christlicher Pfadfinderinnen und Pfadfinder (Keresztény Cserkészek és Leánycserkészek Szövetsége) tagjai 17 és 24 év között vehetnek részt párban a Világjáró Öv Expedíción.
A jelöltek a túra előtt két hétvégén találkoznak, hogy az utat megtervezzék és felkészüljenek rá. Felkészülnek a majdan bemutatandó előadásra is, különös tekintettel az általuk választott részterületre (történelem, kultúra, társadalom stb.).
A párok 14 napot töltenek a választott országban a választott feladatukkal foglalkozva. A túra után egyhetes táborban következik az összes jelölt és a vezető részvételével.
A Világjáró Öv átadása egy szertartás keretén belül történik tábor után, általában egy hétvégén a záró találkozón..

## Fordítás
- Ez a szócikk részben vagy egészben az Explorer Belt című angol Wikipédia-szócikk ezen változatának fordításán alapul.  Az eredeti cikk szerkesztőit annak laptörténete sorolja fel. Ez a jelzés csupán a megfogalmazás eredetét és a szerzői jogokat jelzi, nem szolgál a cikkben szereplő információk forrásmegjelöléseként.

### Külső hivatkozások
- Az Explorer Belt az Egyesült Királyságban (angol nyelven). [2008. szeptember 23-i dátummal az eredetiből archiválva]. (Hozzáférés: 2010. március 27.)
- Az Explorer Belt Finnországban (angol nyelven)
- Az Explorer Belt a német DPSG-ben (német nyelven)
- Az Explorer Belt Írországban (angol nyelven)